# WIMP (informàtica)

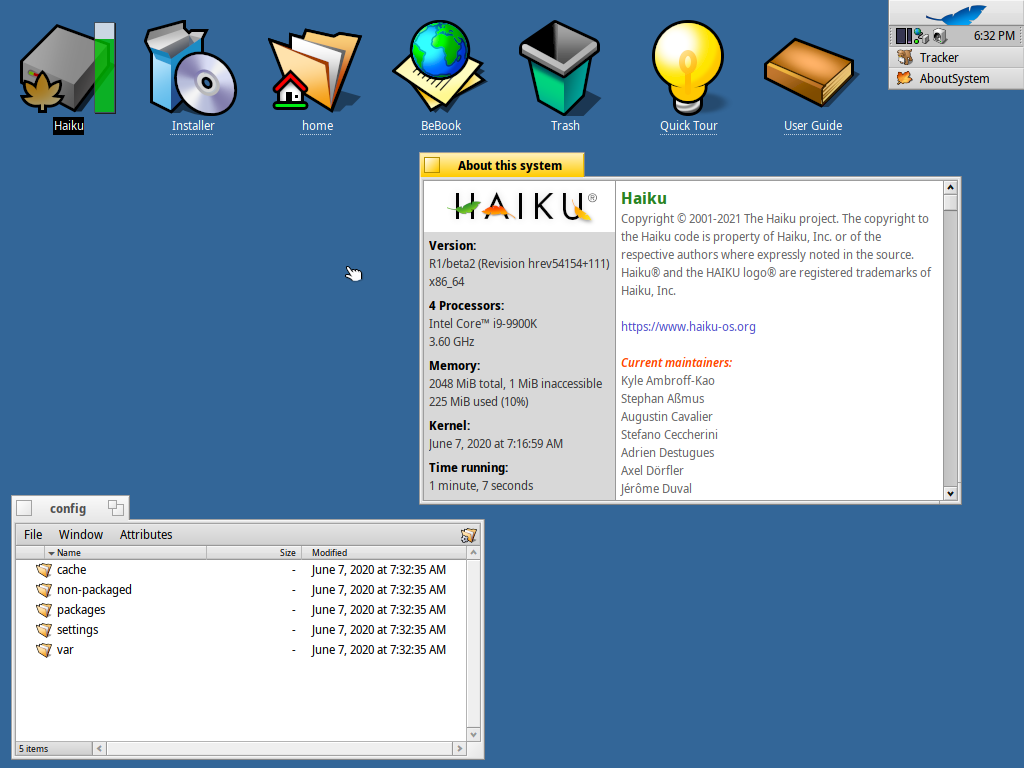
Captura de pantalla del sistema operatiu Haiku, amb diversos elements de l'estil WIMP.

WIMP en la interacció persona-ordinador, significa «Windows, icones, menús, punters», el que denota un estil d'interacció amb aquests elements. El terme va ser creat per Merzouga Wilberts el 1980. Encara que aquest va estar en desús, sovint és utilitzat com un sinònim aproximat de «GUI». La interacció WIMP es va desenvolupar al Xerox PARC (vegeu Xerox Alto, desenvolupat el 1973) i popularitzat amb la introducció d'Apple Macintosh el 1984, on s'ha afegit els conceptes de la «barra de menús» i va ampliar la gestió de finestres.
Aquest estil d'interacció utilitza un dispositiu d'entrada física per controlar la posició d'un cursor i presenta la informació organitzada en finestres i representada amb icones. Les ordres disponibles es compilen junts en menús i són accionats a través del cursor. Amb això es pretén reduir la càrrega cognitiva per recordar les possibilitats disponibles, reduint els temps d'aprenentatge. Altres beneficis previstos d'aquest estil són la seva facilitat d'ús per a persones sense coneixements tècnics, tant per a principiants i usuaris avançats. A més, els coneixements pràctics poden ser portats des d'una aplicació fins a l'altra, donat l'alta consistència entre les interfícies.

## Crítica
Interfícies d'usuari basades en l'estil WIMP són molt bones en documents i entorn de treball abstractes, i les seves accions. El seu paradigma anàleg als documents com fulls de paper o carpetes, fan les interfícies WIMP fàcils d'introduir als usuaris principiants. A més, les seves representacions bàsiques com regions rectangulars en una pantalla 2D plana fan un bon entorn per a programadors de sistema. Generalment, això els fan molt adequats per a entorn de treball multitasca.
Això explica per què el paradigma ha prevalgut durant més de 20 anys, donant lloc i beneficiant-se de la disponibilitat de kits comercials d'eines giny que donen suport a aquest estil. Encara que diversos investigadors d'HCI van considerar que això és un senyal d'estancament en disseny d'interfícies d'usuari, una manca actual d'innovació en la recerca de nous models d'interacció.
Hi ha aplicacions per a les quals WIMP no s'adapta bé, diuen, i la manca de suport tècnic augmenta la dificultat de desenvolupament de les seves interfícies. Això inclou qualsevol aplicació que requereixi dispositius que proporcionen senyals d'entrada continus, que mostren models 3D, o simplement representen una interacció per a la qual no s'hagi definit un giny estàndard. Andries van Dam anomena a aquestes interfícies «GUIs post-WIMP».